# المرأة شيطان (فلم)
المرأة شيطان هو فيلم مصري تم إنتاجه عام 1949، تأليف عبد الفتاح حسن وصالح جودت وإخراج عبد الفتاح حسن و بطولة محمد فوزي وأحلام ومحمود شكوكو.

## فريق العمل
- إخراج:: عبد الفتاح حسن
- تأليف:: عبد الفتاح حسن - صالح جودت
- إنتاج:: أفلام القاهرة

بطولة:
| - محمد فوزي - أحلام - محمود شكوكو | - سميحة توفيق - علي الكسار - لولا صدقي | - محمود السباع - زكي إبراهيم - شفيق نور الدين |

## روابط خارجية
- مقالات تستعمل روابط فنية بلا صلة مع ويكي بيانات